# تاج الدين اليماني
تاج الدين عبد الباقي بن عبد المجيد بن عبد الله اليماني (680 – 743 هـ)  هو أديب ومؤرخ وإمام وعلامة يمني، من علماء القرن الثامن الهجري. ولد بمكة ودخل اليمن وقدم مصر والشام وتوفي بالقاهرة.

## مؤلفاته
من مؤلفاته:
- بهجة الزمن في تاريخ اليمن.
- الترجمان عن غريب القرآن.
- المقدمة السعدية في ضوابط العربية.
- مطرب السمع في شرح حديث أم زرع.
- الاكتفاء في شرح ألفاظ الشفا للقاضي عياض.
- طبقات النحاة، ذيل وفيات الاعيان لابن خلكان.
- زهر الجنان في المناظرة بين القنديل والشمعدان.